# Flaga obwodu moskiewskiego
Flaga obwodu moskiewskiego (NHR:777) – jeden z symboli obwodu moskiewskiego. Została przyjęta 3 grudnia 1997. 
Flaga ma postać czerwonego prostokąta, w którego lewym górnym rogu znajduje się główny element herbu regionu – wizerunek Świętego Jerzego w srebrnej zbroi na białym koniu, który złotą włócznią, zakończoną krzyżem atakuje złotego smoka z zielonymi skrzydłami.